# 후안 아르톨라
후안 아르톨라 레타멘디아(스페인어: Juan Artola Letamendía; 1895년 11월 29일, 바스크 주 산 세바스티안 ~ 1937년 날짜 미상, 바스크 주 산 세바스티안)는 스페인의 축구 선수로, 1920 올림픽에 참가했다

## 국가대표팀 경력
그는 1920 올림픽에서 축구 은메달을 획득한 스페인 국가대표팀의 원년 선수단 일원이다.

## 사생활
그는 산 세바스티안 출신이다. 그는 스페인 내전 도중인 1937년에 숨졌다.

## 참고
1. ↑  일부 출처에서는 그의 출생일이 1895년 11월 28일이었다고 기록되어 있다.